# Renault Espace V
Le Renault Espace V est une automobile du constructeur automobile français Renault produite de 2015 à 2023. C'est la cinquième génération de Renault Espace.

## Présentation
La cinquième génération d’Espace (nom de projet en interne : JFC) est présentée le 25 septembre 2014, à quelques jours du Mondial de l'automobile de Paris 2014.
L'Espace V est proche du show car Initiale Paris, dévoilé en 2013 au salon de Francfort.

Renault Espace V phase 1
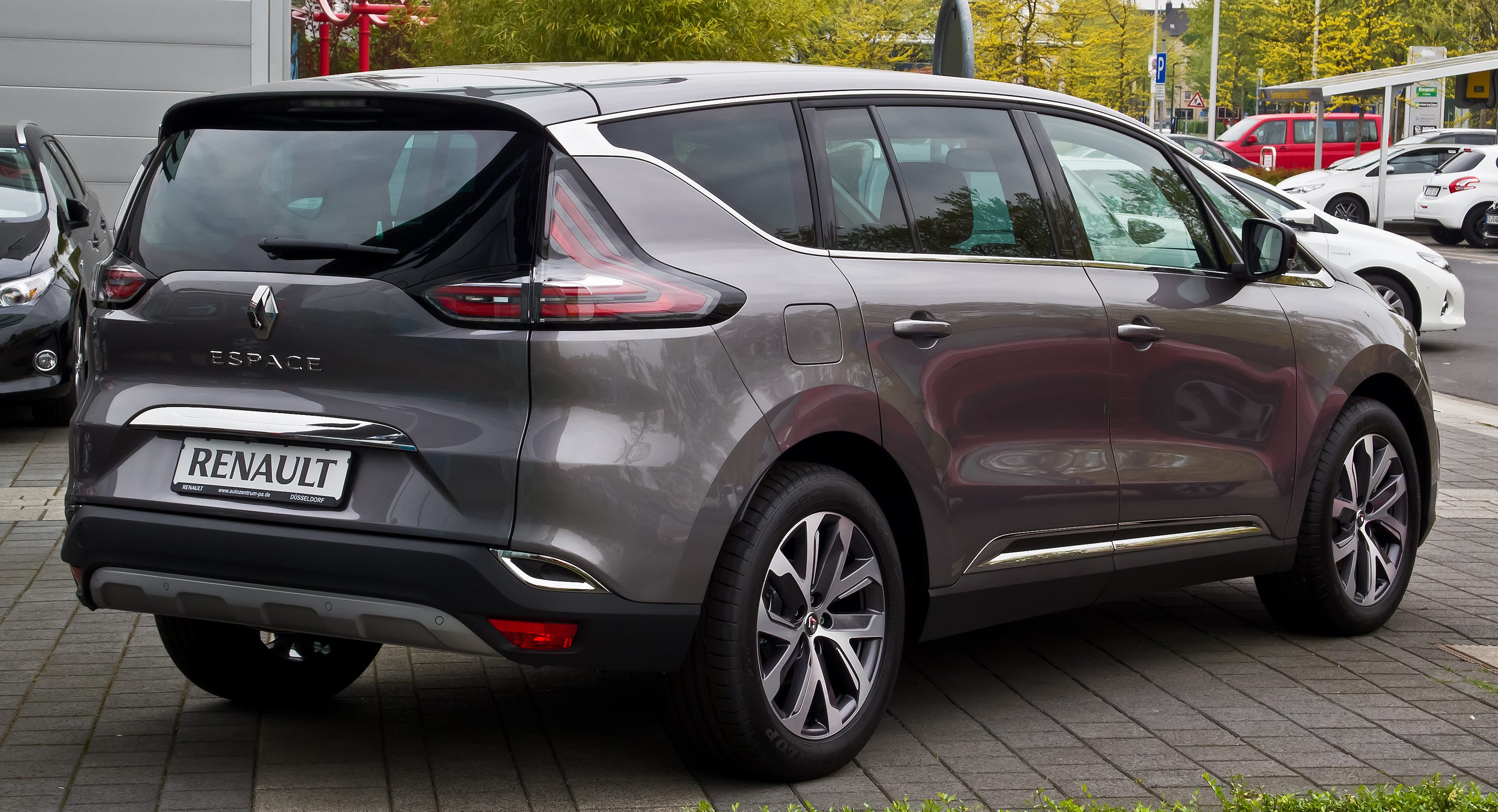
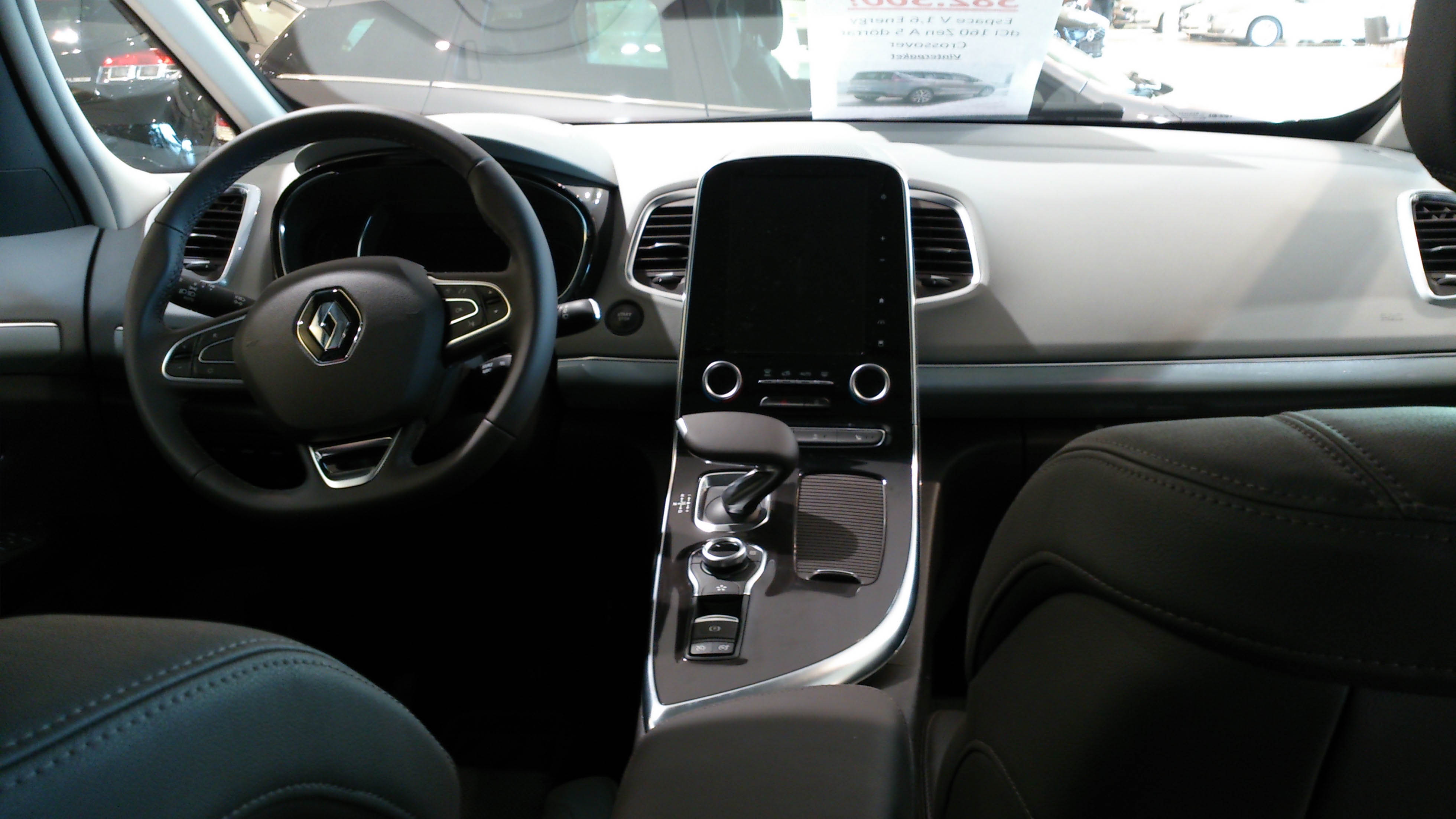

Cette nouvelle génération se présente plus comme un crossover qu'un pur monospace. En effet, la silhouette de l'Espace change et perd son allure mono-volume. La voiture est plus basse et plus légère que la génération précédente. Le gain de poids est de l'ordre de 250 kg. La consommation moyenne annoncée diminue ainsi de 20 %. Ce nouvel Espace conserve une ergonomie digne des monospaces, avec par exemple un système innovant d’escamotage automatique de sièges développé par Faurecia.

### Phase 2

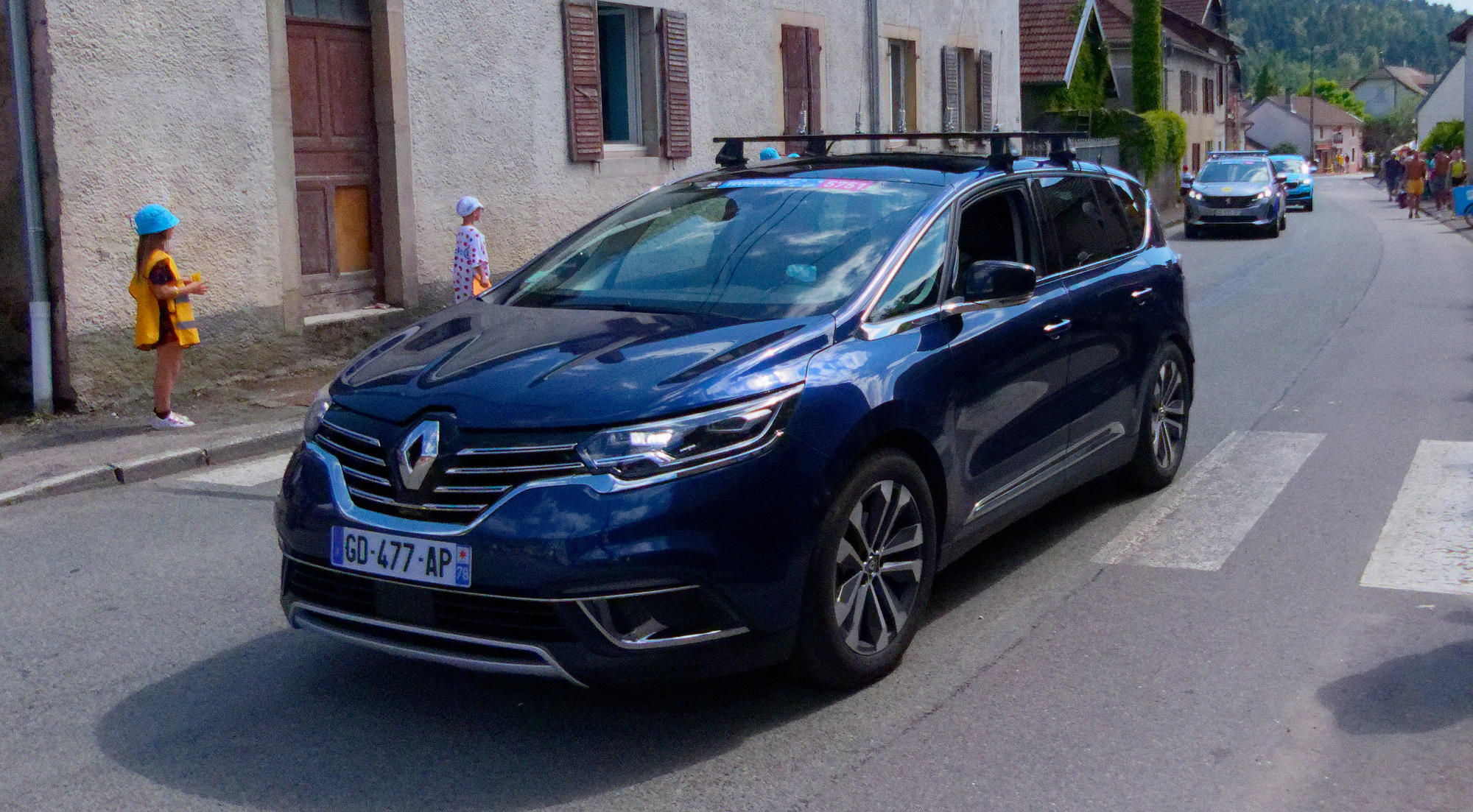
Renault Espace V phase 2

L'Espace V phase 2 est présentée le 25 novembre 2019.
À l'intérieur, la planche de bord est équipée d'un écran tactile de 9,3 pouces exploitant le nouveau système Easy Link, et les molettes de réglage de la climatisation adoptent l'affichage numérique de la température.
À l'extérieur, l'Espace V reçoit à l'avant une nouvelle face avec une calandre affinée ainsi que des projecteurs adaptatifs LED Matrix Vision, et à l'arrière les feux sont modifiés et le nouveau bouclier est doté de deux sorties d'échappement.
Début janvier 2021, la fabrication du Renault Espace se poursuit uniquement avec les motorisations Diesel Blue dCi 160 EDC et Blue dCi 190 EDC. La fabrication des versions essence a définitivement cessé en 2020.
En mai 2022, les tarifs augmentent de 1 000 € (1 300 € pour la version Evolution dCi 190), portant le premier prix en France à 50 900 €.
Renault programme l'arrêt de la production de l'Espace pour mars 2023.

## Caractéristiques techniques

### Motorisations
| Types moteurs              | R9M                               | R9M                               | M9R                               | M9R                               | M5Mt                              | M5Pt                              |      |      |
| Cylindrée                  | 1 598 cm3                         | 1 598 cm3                         | 1 997 cm3                         | 1 997 cm3                         | 1 618 cm3                         | 1 798 cm3                         |      |      |
| Alésage (mm) / course (mm) | 80 / 79,5                         | 80 / 79,5                         | 85 / 88                           | 85 / 88                           | 79,7 / 81,1                       | 79,7 / 90,1                       |      |      |
| Architecture               | 4 cylindres en ligne, transversal | 4 cylindres en ligne, transversal | 4 cylindres en ligne, transversal | 4 cylindres en ligne, transversal | 4 cylindres en ligne, transversal | 4 cylindres en ligne, transversal |      |      |
| Puissance maxi             | 130 ch au régime de 4000 tr/min   | 160 ch au régime de 4000 tr/min   | 160 ch au régime de 3500 tr/min   | 200 ch au régime de 3500 tr/min   | 200 ch au régime de 5750 tr/min   | 225 ch au régime de 5600 tr/min   |      |      |
| Admission                  | Turbocompressé                    | Double Turbocompressé             | Turbocompressé                    | Turbocompressé                    | Turbocompressé                    | Turbocompressé                    |      |      |
| Couple maxi                | 320 N m au régime de 1750 tr/min  | 380 N m au régime de 1750 tr/min  | 360 N m au régime de 1500 tr/min  | 400 N m au régime de 1750 tr/min  | 260 N m au régime de 2500 tr/min  | 300 N m au régime de 1750 tr/min  |      |      |
| Boîte de vitesses          | BVM6                              | EDC6                              | EDC6                              | EDC6                              | EDC7                              | EDC7                              | EDC7 | EDC7 |
| Vitesse maxi               | 191                               | 202                               |                                   | 215                               | 211                               | 224                               |      |      |
| 0-100 km/h                 | 10.7                              | 9.9                               |                                   | 9.1                               | 8.6                               | 7.6                               |      |      |
| Consommation (en L/100 km) | 4.4                               | 4.6.                              | 5.1 à 5.5                         | 5.3 à 5.5                         | 6.2                               | 6.8                               |      |      |
| Émissions de CO2 (en g/km) | 116                               | 120                               | 135 à 146                         | 139 à 146                         | 140                               | 152                               |      |      |

Mi 2017, le 1.6 TCe est remplacé par le 1.8 TCe (+25 ch / + 40 N m) avec un surcoût de 1 000 €. Les émissions de CO2 passent de 140 à 154 g/km (en France, le malus passe de 400 € à 1 873 €, selon le barème 2017).
Fin 2018, le 1.6 dCi 130 est remplacé par le 2.0 BluedCi 160 (+30 ch / + 40 N m) et le 1.6 DCi 160 par le 2.0 BluedCi 200 (+40 ch / + 20 N m). Les émissions de CO2 augmentent d'environ 20 g/km dans les deux cas.

### Finitions

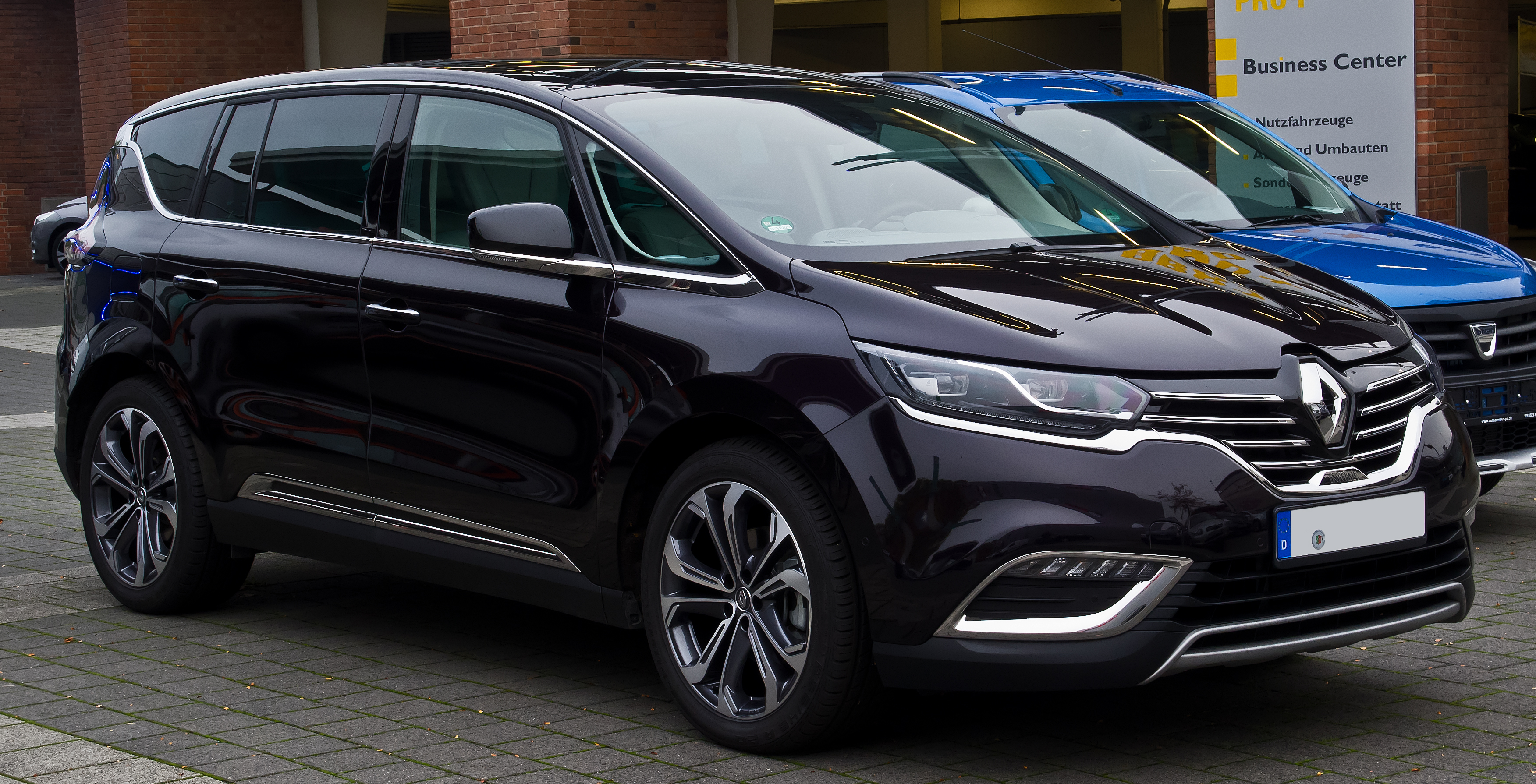
Renault Espace V phase 1 Initiale Paris

La gamme française comporte lors de la commercialisation du véhicule 3 motorisations et 4 niveaux de finition, combinés comme suit :
- Life : 130 ch dCi
- Zen : 160 ch dCi / 225 ch Tce
- Intens : 160 ch dCi / 225 ch Tce
- Initiale Paris : 160 ch dCi / 225 ch Tce
- Exécutive : 225 ch Tce, sur la base précédente avec deux fauteuils individuels et chauffants à l'arrière, qui peuvent être réglés électriquement sur quatre niveaux. Une deuxième console centrale prend place entre eux et comprend deux prises USB, un emplacement pour support smartphone, un porte-gobelet et deux vide-poches supplémentaires[9].

Au 8 novembre 2021, la gamme française de finitions est la suivante:
- Zen : Blue dCi 160 EDC
- Intens : Blue dCi 160 EDC / 190 EDC
- Initiale Paris : Blue dCi 190 EDC

### Production et ventes
Au total, ce sont 1 245 000 exemplaires, toutes générations confondues d'Espace, qui ont été produits en 30 ans. En octobre 2016, 50 043 exemplaires de l'Espace V ont été produits dans l'usine de Douai, en France.
En 2019, l'Espace V ne figurait pas dans le classement des 100 meilleures ventes pour voitures particulières en France, publié tous les mois par CCFA. En 2020 non plus : seuls 2 289 Renault Espace ont été immatriculés cette année là.
Le graphique ci-dessous représente le nombre d'Espace V vendus en tant que voitures particulières en France en 2015, 2016, 2017 et 2018.
Le graphique qui aurait dû être présenté ici ne peut pas être affiché car il utilise l'ancienne extension Graph, désactivée pour des questions de sécurité. Des indications pour créer un nouveau graphique avec la nouvelle extension Chart sont disponibles ici.

## Représentation

### Voiture présidentielle
En septembre 2016, l'Élysée commande un Renault Espace V, peint d'une couleur bleu marine très foncée,,.
Le 14 juillet 2019, après un an de travail, l'Espace de la présidence est réaménagé extérieurement avec une calandre ornée d’un drapeau tricolore avec le faisceau de licteur, tandis que l’embossage chromé de custode arrière reçoit les initiales de la République Française. La teinte choisie est un Bleu Crépuscule. L’aménagement intérieur, avec 2 sièges indépendants à l’arrière, est celui de l’Espace Executive, la version “navette” de l’Espace adaptée aux voitures avec chauffeurs.

### Publicité
Le 15 avril 2015 est lancée la campagne « Make Your Time Great » avec l'acteur Kevin Spacey, acteur et réalisateur américain.

### Récompenses
- Taxi de l’année 2015/2016 par l'Officiel du Taxi[17]
- Trophées Argus 2016 : monospace de l'année 2016

## Concept car

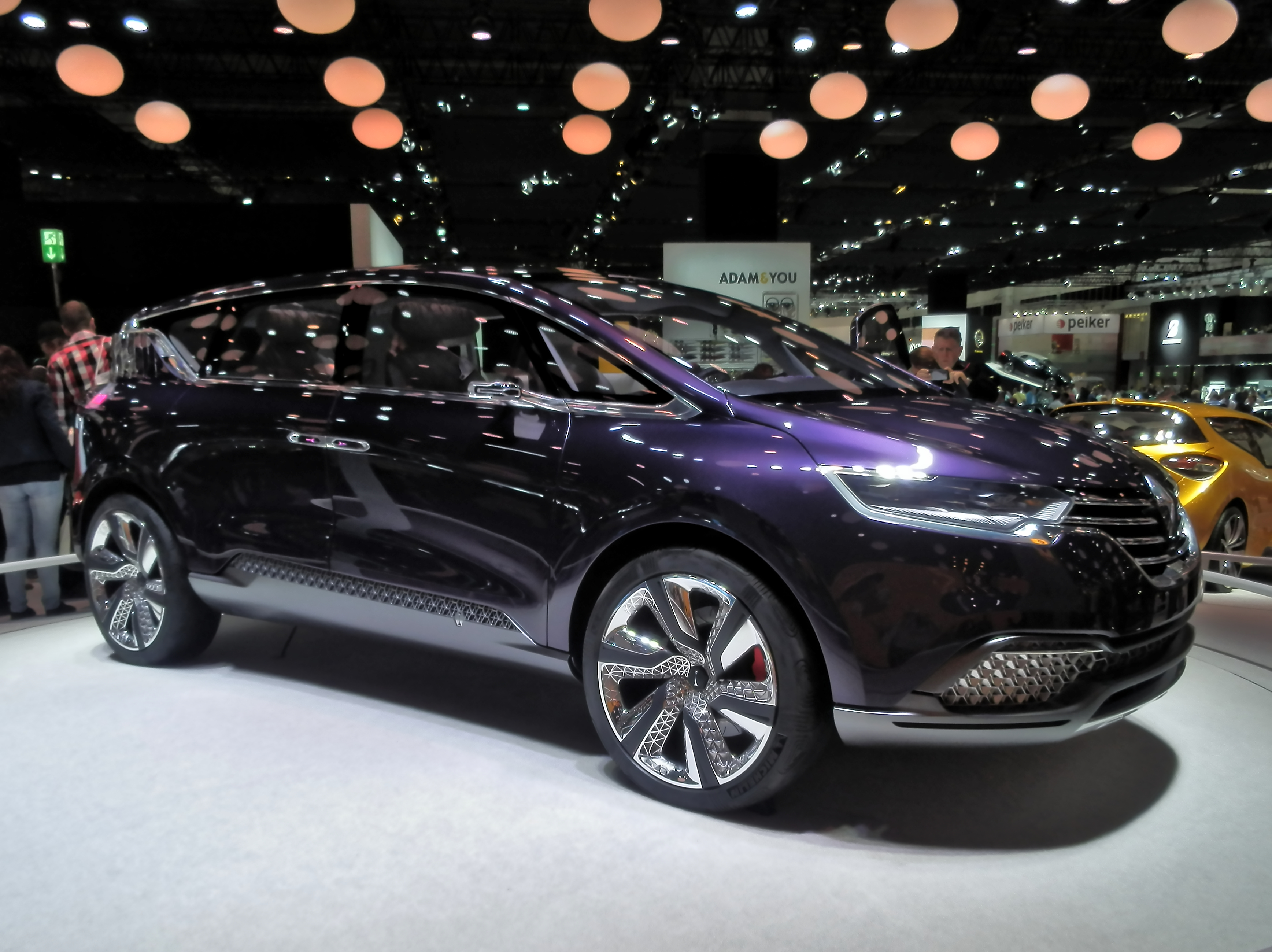
Renault Initiale Paris.

Le concept-car Renault Initiale Paris, présenté en septembre 2013 au Salon de l'automobile de Francfort, préfigurait le nouvel Espace.

## Projet avorté
Renault a étudié l'ajout d'une seconde carrosserie à la gamme de l'Espace, présentant un design plus sportif. Cette carrosserie est décrite par le chef du design de la marque de l'époque, Laurens van den Acker, comme une version coupé. La maquette présente un arrière totalement redessiné, comprenant notamment un porte-à-faux arrière environ 12 centimètres plus court, et une lunette arrière fortement inclinée.
Laurens van den Acker justifie l'étude de ce projet par le constat que « les automobilistes ne veulent pas toujours afficher qu'ils ont beaucoup d'enfants. Un coupé sur base de monospace suggère immédiatement plus de plaisir et moins de contraintes fonctionnelles ».
Le projet n'est pas mené à son terme à cause des chiffres de ventes insuffisants de l'Espace de cinquième génération dont il devait dériver, n'encourageant pas la marque au développement de nouvelles carrosseries sur cette base, ainsi qu'une rentabilité du projet jugée insuffisante, et enfin une étude du projet trop tardive par rapport au cycle de vie de l'Espace V (les maquettes datant de fin 2015 / début 2016).
Ce projet connait tout de même une suite indirecte en 2023 avec la sixième génération de Renault Espace, dont le Renault Rafale est un dérivé SUV coupé.